# Пумчжаенг, Дечават
Дечават Пумчжаенг (также известен под именем Джек Сарабури (англ. Dechawat Poomjaeng, Jack Saraburi), род. 11 июля 1978 года) — тайский профессиональный снукерист.

## Карьера
В начале своей спортивной карьеры Пумчжаенг играл также и в пул.
В 2003 и 2004 годах он достигал финала национального первенства по снукеру, но оба раза уступал своим соперникам. В 2005 он стал четвертьфиналистом чемпионата Азии по «девятке».
В 2010 году Пумчжаенг стал бронзовым призёром Азиатских игр (снукер, одиночный разряд), проиграв в матче за выход в финал Дин Цзюньхуэю, 3:4. В том же году, в декабре он выиграл любительский чемпионат мира, победив в решающем матче индийца Панкай Адвани. Дечават перед началом турнира не входил в число фаворитов, но по ходу чемпионата он выиграл у таких снукеристов, как Мохаммед Саджад, Дэниел Уэллс, Алекс Борг и Ноппадол Сангнил. В финале он уступал Адвани 1:3, но затем лидировал 7:5 и 8:7, и в итоге победил со счётом 10:7. Таким образом, Пумчжаенг стал седьмым игроком из Таиланда, выигравшим чемпионат мира IBSF. Благодаря этой победе он стал участником мэйн-тура в сезоне 2011/12 и получил статус профессионала.
В 2013 году дошёл до 1/8 финала чемпионата мира (последний раз в этой стадии игрок из Таиланда был в 1999 году — Джеймс Уоттана).